# Marcel Duc
Marcel Duc, né le 11 avril 1908 à Courcelles-Sapicourt et mort le 27 mai 1973 à Reims, est un coureur cycliste français.
Sociétaire du Bicycle Club Rémois, puis de L’Union Vélocipédique de Reims, puis dirigeant du Bicycle Club Rémois, il fit les belles heures de la piste au vélodrome de la Haubette à Tinqueux, puis du Stade Vélodrome à Reims. Il relance le cyclo-cross à Reims après-guerre.

## Biographie
En 1926, il termine second dans le Championnat de la Marne de cross cyclo-pédestre ; 2e dans la course de l'U.V.R., 3e dans le Prix d'Ouverture de la Petite Soissonnaise, 2e dans le Prix de Reims Sportif (75 km), 1er dans le Grand Prix de Soissons (120 km) battant Xavier Arthur, 2e dans le Circuit Ardennais-Meusin (130 km). 2e dans le Challenge de l'U.V.F. (50 km), 4e dans l'interclub de l'U.L.C. (130 km), 2e dans le Grand Prix d'Epernay (80 km) battu par Leseault ; gagne coup sur coup : le Grand Prix de Torcy-Sedan (120 kil.) avec 11 minutes d'avance, et le Grand Prix Vernant, (130 km) battant Mauclair, finit 2e dans le Challenge Cinzano, et termine, battu au sprint seulement, le Grand Prix des Aiglons du Nord-Est (170 km).
En 1927, Il est 4e du Challenge de l'U.V.R. de cross cyclo-pédestre, 4e de la course de côte, 3e du Prix Lucien Blanchard (65 km), 3e du Prix Lucien Rich (100 km). 1er du Brevet de 50 kilomètres, 1er du Prix d'Ouverture de Villers-Cotterêts (90 km), 21e de Paris-Chauny malgré deux crevaisons, 2e du Brevet des 100 kilomètres, 5e du Grand Prix Morange, 1er du Grand Prix Claude Delage (150 km), 2e du Grand Prix de l'U.V.R. battant André Van Wiertz et Xavier Arthur, 1er régional et 5e au sprint de Paris-Reims (160 km), 8e du Challenge des Commerçants à Bar-le-Duc (2 crevaisons), 2e à 10 centièmes du premier dans le Grand Prix de l'Eclair de l'Est, Bar-le-Duc (150 km), 2e du Grand Prix Vernant (130 km.), 1er du Grand Prix Torcy-Sedan (120 km) battant Mauclair, 5e du Championnat de France des amateurs et indépendants, premier indépendant et premier régional; 1er du Grand Prix de Reims (120 km) battant Mauclair, Van Wiertz, Moulet, Xavier Arthur, Rich, Speicher et Toussaint.

## Palmarès
- 1927
  - 1er Grand Prix de Reims, 120 km sur route, lors des 3e fêtes fédérales de l'UVF à Reims[5],[6],[7],[8].
  - 5e aux Championnats de France sur route amateurs et indépendants, 1er indépendant[9].
  - 5e à Paris-Reims

- 1928
  - Grand Prix Morange à Épernay
  - 3e du Grand Prix Dextral[10]
  - 3e à Paris-Chauny [11]
  - 3e à Paris-Rouen [12]
  - 5e à Paris-Reims [13],[14]
- 1929
  - 6e à Paris-Reims[15]
- 1930
  - Champion de la Marne de vitesse[16]
- 1931
  - 1re à Paris-Louviers[17]
  - 2e à Paris-Chauny
  - 2e du championnat de France des sociétés
  - 2e du Grand Prix de Reims sur route (135 km)[18].
- 1932
  - 2e du Grand Prix de la Métallurgie ardennaise
  - 3e du championnat de France de cyclo-cross
  - 6e à Paris-Reims[19],[20]
- 1933
  - Prix Delavigne (cyclo-cross) à Choisy-le-Roi[21],[22]
- 1939
  - 3e du championnat de France de cyclo-cross[23]
  - 2e du Prix Camille Foucaux[24]
- 1943
  - 3e du championnat de France de cyclo-cross
- 1944
  - Grand Prix Morange à Épernay
- 1947
  - 3e au Prix Royer à Epernay